# Pectinatella magnifica
Pectinatella magnifica es una especie de briozoo de la clase Phylactolaemata. Es una colonia formanda por miles de organismos unidos; estas colonias a veces alcanzan un diámetro de dos metros. Estos organismos pueden encontrarse en su mayoría en América del Norte y algunos en Europa. A menudo se hallan fijados a objetos, pero también pueden hallarse flotando libremente. La densidad del organismo es similar a la de la gelatina, y se puede romper en trozos más pequeños fácilmente.